# Lambertus Joannes Alberdingk Thijm
Lambertus Joannes Alberdingk Thijm   (Amsterdam, 30 de setembre de 1823 - 1 de desembre de 1854) fou un compositor i musicògraf holandès.
La seva primera educació musical la va fer sota la direcció del seu pare, que era un músic de gran intel·ligència. Després d'acabats els seus estudis literaris i musicals, es dedicà per sencer tant a la teoria com a la pràctica de l'art, a la composició, a l'estètica i a la crítica raonada. La música religiosa i els cants populars eren l'objecte preferent de les seves meditacions i els seus estudis.
A més de nombrosos articles publicats en els diaris holandesos, per exposar les seves teories, escriví les obres literàries següents:
- De musick in de Kerk;
- Gedachten over Kerkmuziek, naar aunleiding der geschied en vordeelkundige Beschouwingen over de wereldsche en Kerkelijke Musijk, bijcengebragt en bearbeid door N. A. Janseen Pr. (Amsterdam, 1850);
- Nog cenige Gedachten over Kerkmusijk, (Amsterdam, 1854);
- Oude en Nieuwere Kerstliedern, benevens Gezangen en Liedern Van andere Hoogtijden en Heiligedagen, als ook van den Adren en de Vasten, gerangschiikt naar de orde van het kerkelijh jaar, etc. en col·laboració amb el seu germà Josef Albert (Amsterdam, 1852).

A més va compondre. gran quantitat de música, havent-se publicat seves les següents composicions:
- una Missa a 4 veus i orquestra;
- una Missa, per a orgue;
- diverses bagatel·les per a cant i piano;
- un tema de Els Hugonots, per a piano, a quatre mans;
- un trio, per a veus de dona sobre el text de l'obra de Goethe Frühzeitiger Fruhling;
- una Missa a 3 veus i cor i 2 veus soles, amb orgue.